# Deperdussin 1910
De  Deperdussin 1910, ook aangeduid als Deperdussin Type A, was een Frans eenmotorig middenvleugel sportvliegtuig, ontwikkeld en geproduceerd door vliegtuigfabriek Aéroplanes Deperdussin. De eerste vlucht was in 1910. Het was het eerste vliegtuig van Deperdussin dat in aanzienlijke aantallen werd geproduceerd.

## Ontwerp en historie
De Deperdussin 1910 had een dunne houten romp met licht taps toelopende vleugels. Het was een op de Blériot XI geïnspireerd ontwerp van technisch directeur Louis Béchereau. De besturing om de langsas werd verkregen door middel van vleugelverdraaiing (tordatie) door aan het stuurwiel te draaien. Het hoogteroer werd bediend door het stuurwiel naar voren of achteren te bewegen. Het richtingroer werd bediend met voetpedalen. De constructie werd verstevigd door een web van spandraden tussen de romp en de vleugels. Doordat de romp erg ondiep was zat de piloot bijna op het vliegtuig en was derhalve blootgesteld aan weer en wind. Het toestel werd uitgerust met verschillende types motoren van 25 – 70 pk.  
De Deperdussin 1910 zette verschillende records neer en deed met succes mee aan diverse races. Het toestel werd ook ingezet door vliegscholen in Frankrijk, Engeland en Australië.

## Museumvliegtuigen
- De Shuttleworth Collection in Bedfordshire (VK) heeft een luchtwaardige Deperdussin 1910 met de registratie G-AANH in haar collectie.
- Het Norsk Teknisk Museum in Oslo bezit een Deperdussin 1910.
- Het RAAF Museum in Point Cook (Australië) heeft een replica in de collectie.
- Het Australian War Memorial museum in Canberra (Australië) heeft een taxi-exemplaar voor grondtraining in haar expositie.

## Varianten
De type-aanduidingen van Deperdussin zijn niet eenduidig. Deperdussin zelf gebruikte in een catalogus uit 1911 de aanduidingen: Types A, B, C, D en E. Het maandblad Flight had het in een verslag betreffende de Paris Aero Salon van 1911  over de volgende vier types: de "School Type", de "Military single seater", de "Military two-seater" en de "Military three-seater".
School TypeDit model was uitgerust met een 25 pk (19 kW) Anzani driecilinder semi-radiaalmotor, was 7,45 m lang, met een spanwijdte van 8,5 m.
Military single seaterDit type was gemotoriseerd met een 50 pk (37 kW) Gnome Omega rotatiemotor en was met 7,5 m iets langer.
Military two-seaterDit model was uitgerust met een 70 pk (52 kW) Gnome Gamma rotatiemotor en was 8 m lang, met een spanwijdte van 10 m.
Military three-seaterEen ander model, maar verdere gegevens onbekend.